# Ambedkar National Congress
Ambedkar National Congress är ett politiskt parti baserat i delstaten Andhra Pradesh i Indien. Partiet arbetar för de lågkastigas rättigheter. I valet till Lok Sabha 2004 hade ANC en kandidat, P.R. Reddy från Cuddapah, som fick 825 röster (0,1%).